# Батрона Даніела Олександрівна
Даніела Олександрівна Батрона (нар. 5 вересня 2006, Здолбунів, Рівненська область) — українська гімнастка. Срібна призерка чемпіонату Європи серед юніорів в командній першості та бронзова призерка чемпіонату Європи серед юніорів у багатоборстві. Майстер спорту.

## Біографія
З 2018 року навчається в Олімпійському коледжі імені Івана Піддубного.

## Спортивна кар'єра
Вихованка відділення гімнастики рівненської ДЮСШ № 1. Перший тренер - Оксана Іванівна Довмат.

#### 2020
На дебютному чемпіонаті Європи серед юніорів, що проходив під час пандемії коронавірусу в Мерсіні, Туреччина, через хибно позитивний тест на КОВІД-19 юніорки Дар'ї Лиски збірна України була за крок до зняття зі змагань. Добу члени дорослої та юніорської збірної України перебували в готельних номерах, поки не отримали негативні результати другого тесту та допуск до змагань від організаторів. У фіналі командних змагань спільно з Дар'єю Лискою, Вікторією Іваненко та Юлією Касяненко здобула срібну нагороду в командній першості, поступившись збірній Румунії. До командного срібла додала бронзову нагороду в багатоборстві.

#### 2022
З 2022 року почала виступи на дорослому рівні. Дебютний етап Кубка світу відбувся в Котбусі. У перший день змагань, 24 лютого, відбулося вторгнення Росії в Україну. Незважаючи на важку ситуацію в країні, українська гімнастка виступила успішно, завоювавши золоту медаль у вправах на колоді. Окрім цього вона стала четвертою у вправах на різновисоких брусах.
З 2 по 5 березня відбувся етап Кубка світу в Досі. Даніела виграла срібну медаль у вільних вправах та бронзову медаль у вправах на різновисоких брусах. Під час церемонії нагородження медалістів вправ на різновисоких брусах, відмовилася піднятися на спільний п'єдестал пошани разом із російськими гімнастками Вікторією Лістуновою та Марією Мінаєвою.
На етапі Кубка світу в Каїрі завоювала бронзову медаль у вправах на колоді. Окрім цього вона стала четвертою у вправах на різновисоких брусах та вільних вправах. Останній, четвертий, етап Кубка світу відбувся на початку квітня у Баку. Даніела знову виграла бронзову медаль у вправах на колоді. За підсумками усіх етапів Кубка світу, Батрона виграла загальний залік у вправах на різновисоких брусах та вправах на колоді.

## Результати на турнірах
| Рік                | Змагання                            | КБ | ІБ | Опорний стрибок | Різновисокі бруси | Колода | Вільні вправи |
| ------------------ | ----------------------------------- | -- | -- | --------------- | ----------------- | ------ | ------------- |
| Юніорські змагання |                                     |    |    |                 |                   |        |               |
| 2017               | Чемпіонат України, Івано-Франківськ | 10 | 3  |                 |                   |        |               |
| 2017               | Чемпіонат України, Кропивницький    | 1  | 1  |                 |                   |        |               |
| 2018               | Фестиваль гімнастики, Трнава        |    | 8  |                 |                   | 3      |               |
| 2018               | Чемпіонат України, Кропивницький    | 2  | 1  |                 |                   |        |               |
| 2019               | Чемпіонат України, Івано-Франківськ |    | 3  |                 |                   |        |               |
| 2019               | Чемпіонат України, Кропивницький    | 1  | 1  |                 |                   | 1      | 1             |
| 2020               | Чемпіонат України, Київ             |    | 1  | 3               | 1                 | 1      | 2             |
| 2020               | Чемпіонат Європи                    | 2  | 3  |                 | 8                 |        | 4             |
| 2021               | UKRAINE INTERNATIONAL CUP           | 2  | 4  | 2               | 1                 |        |               |
| Дорослі змагання   |                                     |    |    |                 |                   |        |               |
| 2022               | Кубок світу в Котбусі               |    |    |                 | 4                 | 1      | 10            |
| 2022               | Кубок світу в Досі                  |    |    |                 | 3                 | 11     | 2             |
| 2022               | Кубок світу в Каїрі                 |    |    |                 | 4                 | 3      | 4             |
| 2022               | Кубок світу в Баку                  |    |    |                 | 19                | 3      | 12            |